# Wadeline Jonathas
Wadeline Jonathas (19 febbraio 1998) è una velocista statunitense, campionessa mondiale della staffetta 4×400 metri a Doha 2019.

## Palmarès
| Anno | Manifestazione  | Sede   | Evento        | Risultato  | Prestazione | Note                                    |
| ---- | --------------- | ------ | ------------- | ---------- | ----------- | --------------------------------------- |
| 2019 | Mondiali        | Doha   | 400 m piani   | 4ª         | 49"60       | Miglior prestazione personale           |
| 2019 | Mondiali        | Doha   | 4×400 m       | Oro        | 3'18"92     | Miglior prestazione mondiale stagionale |
| 2021 | Giochi olimpici | Tokyo  | 400 m piani   | Semifinale | 50"51       |                                         |
| 2021 | Giochi olimpici | Tokyo  | 4×400 m       | Oro        | 3'16"85     | [ 2 ]                                   |
| 2022 | Mondiali        | Eugene | 4×400 m mista | Bronzo     | 3'10"16     | [ 2 ]                                   |